# 怡楽里社区
怡楽里社区（いらくりしゃく）は、広州市越秀区光塔街道の社区。

## 地理
広州市越秀区光塔街道の南東部に位置している。

## 交通
- 地下鉄の駅：
- バス：